# AC Sparta Praha „B“ 2020/2021
Tento článek se podrobně zabývá událostmi ve fotbalovém klubu AC Sparta Praha „B“ v sezoně 2020/21 a jeho působení ve 3. lize.

## Sezona
Sparťanské béčko mělo začít sezonu letní přípravou v Písku. Z důvodu pozitivního testu na covid-19 bylo ale soustředění zrušeno a tým šel do karantény. Sparťané se po karanténě vrátili do tréninkového procesu, v týmu se ale opět objevila nákaza a tým musel podruhé do karantény. Z toho důvodu bylo odloženo první utkání třetí ligy proti Domažlicím. Následně se odložilo i druhé kolo a sparťanská rezerva tak vstoupila do hry až 5. září v Benešově, kde zvítězila 0:4. V dalším utkání Sparta deklasovala FK Baník Sokolov 1948 10:0. Formu si Sparta držela i v dalších utkáních, porazila Karlovy Vary 4:1, Králův Dvůr rovněž 4:1 a rezervu Příbrami 3:0. První body Sparta ztratila až v dohrávce s Domažlicemi, v kontroverzním utkání plného potyček, kde prohrála 0:2. Na vítěznou vlnu se vrátili proti Motorletu a Hostouni. Další zápasy se ale neodehrály, kvůli pandemii covidu-19 byla liga přerušena, a v květnu 2021 nakonec úplně zrušena. Sparťanská rezerva skončila v nedohrané lize na prvním místě, což vyústilo v postup do druhé ligy.

## Soupiska, statistiky
| Pozice | Nár.              | Hráč              | Datum narození a věk        | 2020/21 | 2020/21 | 2020/21 | 2020/21   |    |
| Pozice | Nár.              | Hráč              | Datum narození a věk        | Z       | Gól     |         | Vyloučení |    |
| ------ | ----------------- | ----------------- | --------------------------- | ------- | ------- | ------- | --------- | -- |
| O      | Česko             | Martin Ambler     | 8. července 2000 (24 let)   | 5       | 0       | 1       | 0         | —  |
| O      | Ukrajina          | Vadim Červak      | 27. května 1999 (25 let)    | 7       | 0       | 0       | 0         | —  |
| B      | Česko             | Jan Čtvrtečka     | 14. srpna 1998 (26 let)     | 3       | 0       | 0       | 0         | —  |
| Ú      | Pobřeží slonoviny | Youssouf Dao      | 5. března 1998 (26 let)     | 3       | 0       | 0       | 0         | —  |
| O      | Česko             | Václav Dudl       | 22. září 1999 (25 let)      | 7       | 0       | 1       | 0         | 1L |
| O      | Slovensko         | Kristián Flak     | 24. listopadu 1999 (25 let) | 5       | 0       | 1       | 0         | —  |
| Z      | Česko             | Jan Fortelný      | 19. ledna 1999 (26 let)     | 3       | 3       | 0       | 0         | A  |
| Z      | Česko             | Viktor Freisinger | 27. května 2002 (22 let)    | 1       | 0       | 0       | 0         | —  |
| Z      | Česko             | Christián Frýdek  | 1. února 1999 (26 let)      | 1       | 0       | 0       | 0         | 1L |
| O      | Česko             | Adam Gabriel      | 28. května 2001 (23 let)    | 5       | 2       | 1       | 1         | —  |
| O      | Gruzie            | Iva Gelašvili     | 8. dubna 2001 (23 let)      | 7       | 0       | 0       | 0         | —  |
| B      | Slovensko         | Dominik Holec     | 28. července 1994 (30 let)  | 2       | 0       | 0       | 0         | A  |
| O      | Česko             | Zdeněk Hucek      | 28. dubna 2000 (24 let)     | 2       | 0       | 0       | 0         | —  |
| Z      | Česko             | Tomáš Jonáš       | 28. května 2001 (23 let)    | 7       | 1       | 2       | 0         | —  |
| Z      | Česko             | Adam Karabec      | 2. července 2003 (21 let)   | 3       | 1       | 1       | 0         | A  |
| B      | Česko             | František Kotek   | 3. ledna 1999 (26 let)      | 3       | 0       | 0       | 0         | —  |
| Ú      | Bulharsko         | Martin Minčev     | 22. dubna 2001 (23 let)     | 1       | 1       | 0       | 0         | A  |
| Ú      | Česko             | Ondřej Novotný    | 5. února 1998 (27 let)      | 3       | 2       | 2       | 0         | —  |
| O      | Česko             | Filip Panák       | 2. listopadu 1995 (29 let)  | 4       | 0       | 1       | 0         | A  |
| Ú      | Česko             | Vojtěch Patrák    | 20. března 2000 (24 let)    | 8       | 8       | 1       | 0         | 1L |
| O      | Česko             | Milan Piško       | 6. března 1996 (28 let)     | 8       | 0       | 2       | 0         | 1L |
| Z      | Srbsko            | Srđan Plavšić     | 3. prosince 1995 (29 let)   | 4       | 2       | 0       | 0         | A  |
| Ú      | Česko             | Matěj Polidar     | 20. prosince 1999 (25 let)  | 3       | 2       | 0       | 0         | A  |
| Z      | Česko             | Petr Pudhorocký   | 13. června 2001 (23 let)    | 3       | 1       | 1       | 0         | —  |
| Z      | Česko             | Matěj Ryneš       | 30. května 2001 (23 let)    | 5       | 0       | 1       | 0         | —  |
| Ú      | Česko             | Václav Sejk       | 18. května 2002 (22 let)    | 1       | 0       | 0       | 0         | —  |
| Ú      | Česko             | Daniel Turyna     | 26. února 1998 (27 let)     | 5       | 6       | 0       | 0         | —  |
| Z      | Česko             | Karel Tvaroh      | 15. ledna 1999 (26 let)     | 5       | 1       | 0       | 0         | —  |
| Z      | Česko             | Lukáš Vácha       | 13. května 1989 (35 let)    | 6       | 0       | 2       | 0         | 1L |
| O      | Česko             | Tomáš Wiesner     | 17. července 1997 (27 let)  | 3       | 1       | 0       | 0         | 1L |
| Ú      | Česko             | Daniel Žížala     | 16. dubna 2002 (22 let)     | 1       | 0       | 0       | 0         | —  |

Poznámky
- A – Hráč je členem A-týmu, v B-týmu např. pro rozehrání po zranění; 1L – Hráč má na kontě prvoligový start za Spartu A.
- V tabulce uvedeni pouze hráči, kteří odehráli alespoň jeden zápas.
- Čísla dresů nepsána z důvodu, že hráči mají pro každý zápas jiná. Jedinou výjimkou je Lukáš Vácha, který nosí číslo 6.

## Liga
| 1 22. srpna 2020 | TJ Jiskra Domažlice | odloženo | AC Sparta Praha „B“ | Domažlice |  |  |
|                  |                     |          |                     |           |  |  |
|                  |                     |          |                     |           |  |  |

| 2 30. srpna 2020 | AC Sparta Praha „B“ | odloženo | FK Králův Dvůr | Strahov, Praha |  |  |
|                  |                     |          |                |                |  |  |
|                  |                     |          |                |                |  |  |

| 3 5. září 2020 | SK Benešov                         | 0 : 4 | AC Sparta Praha „B“                                                                                           | U Konopiště, Benešov                                                 |  |
| 10:15 | Zdeněk Vrňák 44' Jakub Vosáhlo 81' | [ 5 ] | 3' Daniel Turyna 20' Ondřej Novotný 32' Daniel Turyna 45' Vojtěch Patrák 47' Daniel Turyna 82' Ondřej Novotný | Diváci: 456 Rozhodčí: Drahoslav Drábek AR: Jiří Dujsík, Martin Braun |  |
| Poznámky: AC Sparta Praha „B“: Čtvrtečka – Červak, Dudl (73. Ambler), Gelašvili, Hucek (83. Freisinger), Jonáš, Novotný (83. Žížala), Patrák (73. Flak), Piško (C), Turyna (63. Sejk), Wiesner. Trenér Horňák SK Benešov: Rotbauer – Brokeš (56. O. Vosáhlo), Dufek (56. Tomek), Filip, Kalod (C) (35. Turek), Lička, Lupač, Pedro, Srb (75. Krunert), J. Vosáhlo, Vrňák. Trenér Laštovka |                                    |       | |                                                                      |  |

| 4 13. září 2020 | AC Sparta Praha „B“ | 10 : 00 | FK Baník Sokolov 1948 | Strahov, Praha                                                          |  |
| 10:15 | Matěj Polidar 7' Matěj Polidar 10' Daniel Turyna 24' Daniel Turyna 36' Jan Fortelný 50' Martin Minčev 54' Vojtěch Patrák 61' Jan Fortelný 65' Daniel Turyna 70' (pen.) Ondřej Novotný 76' | [ 6 ]   | 59' Patrik Fišer      | Diváci: 240 Rozhodčí: Daniel Vokoun AR: Milan Vyhnanovský, Lukáš Dohnal |  |
| Poznámky: AC Sparta Praha „B“: Čtvrtečka – Červak, Fortelný, Gabriel (81. Jonáš), Minčev, Patrák (64. Novotný), Piško (C) (81. Gelašvili), Plavšić, Polidar, Turyna (76. Dudl), Wiesner (76. Ryneš). Trenér Horňák FK Baník Sokolov 1948: Dvořák – Čermuš (46. Holík), Hajdo, Horvát, Kovář (54. Fišer), Krlička (46. Hackl), Kursa, Martinec (69. Veselý), Procházka (C), Stockner (69. Dotzauer), Šulc. Trenér Vrtělka | |         |                       |                                                                         |  |

| 5 20. září 2020 | FC Slavia Karlovy Vary                               | 1 : 4 | AC Sparta Praha „B“ | Karlovy Vary                                                           |  |
| 10:30 | Martin Psohlavec 20' Ludvík Tůma 42' Josef Hudec 76' | [ 7 ] | 6' Vojtěch Patrák 28' Ondřej Novotný 43' (pen.) Vojtěch Patrák 51' (vl.) Ludvík Tůma 65' Lukáš Vácha 68' Tomáš Jonáš 70' Martin Ambler 84' Vojtěch Patrák 87' Matěj Ryneš | Diváci: 580 Rozhodčí: Michael Kvítek AR: Lubomír Řeháček, Eduard Pekař |  |
| Poznámky: AC Sparta Praha „B“: Kotek – Červak, Piško (C), Gelašvili – Ambler (83. Dudl), Ryneš, Patrák, Jonáš, Gabriel (77. Tvaroh) – Novotný (50. Vácha), Turyna. Trenér Horňák FC Slavia Karlovy Vary: Chára – Tesař (58. Hudec), Vyleta, Tůma, Pěkný (C), Jáša – Maňák (83. Prágr), Mandula, Skala, Vokáč (74. Fencl) – Psohlavec. Trenér Geňo |                                                      |       | |                                                                        |  |

| 2 23. září 2020 | AC Sparta Praha „B“                                                                    | 4 : 1 | FK Králův Dvůr                   | Strahov, Praha                                                  |  |
| 16:30 | Vojtěch Patrák 18' Tomáš Wiesner 39' Milan Piško 64' Adam Gabriel 77' Jan Fortelný 88' | [ 8 ] | 35' Tomáš Osvald 83' Tomáš Šebek | Diváci: 150 Rozhodčí: Marek Pilný AR: Václav Ježek, Pavel Fišer |  |
| Poznámky: AC Sparta Praha „B“: Holec – Červak, Piško (C), Gabriel (84. Gelašvili) – Plavšić, Polidar, Fortelný, Patrák (84. Vácha), Wiesner – Karabec (68. Panák), Turyna (63. Ryneš). Trenér Horňák FK Králův Dvůr: Toman – Dvořák (84. Janota), Hell, Novák, Bouček – Osvald (65. Kůžel), Beňo, Šebek (84. Blažek), Kilián, Kraus (C) – Krejdl, . Trenér Šilhavý |                                                                                        |       |                                  |                                                                 |  |

| 6 27. září 2020 | AC Sparta Praha „B“                                                     | 3 : 0 | 1. FK Příbram „B“   | Strahov, Praha                                                    |  |
| 10:15 | Vojtěch Patrák 15' Adam Gabriel 22' Vojtěch Patrák 65' Adam Gabriel 73' | [ 9 ] | 44' Lukáš Puchmertl | Diváci: 0 Rozhodčí: Petr Martínek AR: Vít Šťastný, Antonín Bohata |  |
| Poznámky: AC Sparta Praha „B“: Kotek – Červak, Piško, Gelašvili – Dudl (65. Dao), Jonáš, Vácha (C) (65. Ambler), Pudhorocký, Gabriel (78. Flak) – Patrák (72. Panák), Ryneš (78. Tvaroh). Trenér Horňák 1. FK Příbram „B“: Smrkovský (C) – Dušek (46. Vott), Mezera, Mišůn, Puchmertl, Šíma – Obdržal (27. Nikl), Vokřínek, Vlček (72. Vacek) – Jindráček, Krotil. Trenér Zápotočný |                                                                         |       |                     |                                                                   |  |

| 1 30. září 2020 | TJ Jiskra Domažlice                                  | 2 : 0  | AC Sparta Praha „B“                              | Domažlice                                                          |  |
| 15:30 | Petr Došlý 30' Michal Mlynařík 39' Tomáš Kuhajda 61' | [ 10 ] | 52' Lukáš Vácha 64' Filip Panák 75' Adam Gabriel | Diváci: 510 Rozhodčí: Ladislav Benedikt AR: Petr Tupý, Jakub Matyš |  |
| Poznámky: AC Sparta Praha „B“: Čtvrtečka – Červak, Piško (C) (80. Gelašvili), Panák – Ambler (46. Dudl), Patrák (80. Tvaroh), Jonáš, Pudhorocký (46. Vácha), Gabriel – Ryneš, Dao (46. Flak). Trenér Horňák TJ Jiskra Domažlice: Brych – Rychnovský, Fišer (76. Teršl), Bauer, Mlynařík (68. Pavlík) – Kuhajda (76. Černý), Hrubý – Vůch (89. Brabec), Mužík (C), Došlý (89. Kropáček) – Dvořák. Trenér Vaigl |                                                      |        |                                                  |                                                                    |  |

| 7 3. října 2020 | FK Motorlet Praha                                                                                   | 1 : 3  | AC Sparta Praha „B“                                                                                        | Praha                                                                   |  |
| 10:15 | Jiří Valenta 45'+1' Tomáš Rossmann 54' Martin Hurka 57' Jiří Valenta 82' (pen.) Jiří Valenta 90'+2' | [ 11 ] | 29' Tomáš Jonáš 61' Milan Piško 66' Adam Karabec 73' (pen.) Adam Karabec 84' Václav Dudl 87' Srđan Plavšić | Diváci: 218 Rozhodčí: Marek Radina AR: Francesco Maiello, Patrik Gunitš |  |
| Poznámky: AC Sparta Praha „B“: Kotek – Červak (67. Dudl), Piško, Gelašvili – Plavšić, Jonáš, Vácha (C) (67. Hucek), Fortelný, Tvaroh – Karabec (90. Dao), Patrák (83. Flak). Trenér Janoušek FK Motorlet Praha: Mihálek – Čepelák (C) (72. Walter), Rothe, Hauer (46. Dvorský), Gilian – Žaloudek – Suk (46. Hurka), T. Valenta, J. Valenta, Rataj (46. Rossmann) – Fotr (72. Blažek). Trenér Poustka | |        | |                                                                         |  |

| 8 11. října 2020 | AC Sparta Praha „B“ | 4 : 1  | Sokol Hostouň                      | Strahov, Praha                                                    |  |
| 10:15 | Karel Tvaroh 26' Petr Pudhorocký 49' Vojtěch Patrák 51' Petr Pudhorocký 58' Srđan Plavšić 66' (pen.) Tomáš Jonáš 76' Kristián Flak 85' | [ 12 ] | 30' Kamil Kulhavý 30' Petr Hovorka | Diváci: 0 Rozhodčí: Lukáš Langmajer AR: Václav Kubec, Jakub Fencl |  |
| Poznámky: AC Sparta Praha „B“: Holec – Dudl, Jonáš (82. Ambler), Karabec, Panák (68. Turyna), Patrák (82. Frýdek), Piško, Plavšić (82. Flak), Polidar, Tvaroh, Vácha (C) (37. Pudhorocký). Trenér Horňák Sokol Hostouň: Tetour – Brejcha, Hájek (79. Smékal), Hovorka, Kabele (69. Lohoyda), Konejl, Kulhavý (79. Dostál), Pavlík, Soukup (87. Vegricht), Trapp (C), Zahranychnyy (87. Cakurda). Trenér Rodinger | |        |                                    |                                                                   |  |

### Tabulka
| Poř. | Tým                   | Z | V | VP | PP | P | VG | OG | B  |
| ---- | --------------------- | - | - | -- | -- | - | -- | -- | -- |
| 1.   | AC Sparta Praha „B“   | 8 | 7 | 0  | 0  | 1 | 32 | 6  | 21 |
| 2.   | TJ Jiskra Domažlice   | 7 | 6 | 0  | 0  | 1 | 24 | 9  | 18 |
| 3.   | FC Viktoria Plzeň „B“ | 8 | 5 | 1  | 0  | 2 | 15 | 17 | 17 |
| 4.   | FK Loko Vltavín       | 8 | 5 | 0  | 0  | 3 | 17 | 10 | 15 |
| 5.   | FK Admira Praha       | 7 | 5 | 0  | 0  | 2 | 13 | 8  | 15 |

## Tipsport liga
| 1 7. ledna 2021 | AC Sparta Praha „B“                                      | 3 : 1  | FC MAS Táborsko | Praha                            |  |
| 11:00 | Václav Dudl 4' (pen.) Ondřej Novotný 49' Václav Sejk 70' | [ 15 ] | 51' David Čapek | Diváci: 0 Rozhodčí: Ondřej Lerch |  |
| Poznámky: AC Sparta Praha: Kotek (46. Benada) – Červak, Jonáš, Tvaroh (46. Szewieczek) – Dudl (65. Šnajdr), Flak, Okeke (C) (46. Ambler), Pudhorocký (46. Hucek), Konopásek (46. Gabriel) – Sejk, Dao (46. Novotný). Trenér Horňák FC MAS Táborsko: Pecháček (46. Zadražil) – Brito, Minkevičs, Navrátil, Fernandes – Vozihnoj, Pinc, Zeronik, Liepa – Boula, Icha. Trenéři Brožek a Golubevs |                                                          |        |                 |                                  |  |

| 2 16. ledna 2021 | AC Sparta Praha „B“                                   | 2 : 2  | FC Hradec Králové                                    | Praha                                                     |  |
| 10:30 | Ondřej Novotný 27' Ondřej Novotný 31' Václav Sejk 82' | [ 16 ] | 52' Erik Prekop 56' Adam Vlkanova 79' František Čech | Diváci: 0 Rozhodčí: Lukáš Machač AR: Jan Hurych, Jan Váňa |  |
| Poznámky: AC Sparta Praha: Kotek (46. Benada) – Červak, Jonáš, Tvaroh – Ambler (70. Dudl), Hucek, Vácha (C) (46. Pudhorocký), Okeke, Konopásek (63. Szewieczek) – Novotný (46. Turyna), Sejk. Trenér Horňák FC Hradec Králové: Ottmar – Král, Kodeš, Čech – Leibl (46. Novotný), Vlkanova (60. Kejř), Soukeník, Samko (46. Doležal), Mahr – Zaradny (73. Záviška), Baďura (32. Prekop). Trenér Frťala |                                                       |        |                                                      |                                                           |  |

| 3 23. ledna 2021 | AC Sparta Praha „B“ | 1 : 4  | FK Dukla Praha                                                                          | Praha                                              |  |
| 10:30 | Zdeněk Hucek 84'    | [ 17 ] | 10' Sunday Faleye 57' Marek Fábry 61' Ondřej Ullman 69' Ondřej Ullman 80' Štěpán Šebrle | Diváci: 0 Rozhodčí: Vojtěch Severýn AR: Starý, Les |  |
| Poznámky: AC Sparta Praha. Trenér Horňák • (1. poločas): Kotek – Gabriel, Gelašvili, Červak, Tvaroh, Jonáš, Pudhorocký, Frýdek, Dudl, Novotný, Turyna; (2. poločas): Kotek – Gabriel, Gelašvili, Červak (60. Szewieczek), Konopásek, Okeke, Vácha (C), Hucek, Ryneš, Sejk, Dao FK Dukla Praha. Trenér Skuhravý • (1. poločas): Kinský – Kovernikov, Piroch, Ayong – Kozel, Lauko, Barac, Krunert, Souček – Faleye, Hadaščok; (2. poločas): Šťovíček – Mentberger, Fišl, Chlumecký – Ullman, Kovaľ, Doumbia, Studnička – Šebrle, Sklenář, Fábry |                     |        |                                                                                         |                                                    |  |

## Přátelská utkání
| 18. července 2020 | AC Sparta Praha „B“ | 3 : 4 | FC Slovan Liberec „B“ | Strahov, Praha |  |  |
|                   |                     |       |                       |                |  |  |
|                   |                     |       |                       |                |  |  |

| 23. ledna 2021 | AC Sparta Praha „B“ | 1 : 3 | FK Viktoria Žižkov | Strahov, Praha |  |  |
|                |                     |       |                    |                |  |  |
|                |                     |       |                    |                |  |  |

| 2. února 2021 | AC Sparta Praha „B“ | 1 : 2 | FC Slavoj Vyšehrad | Stadion FK Slavoj Vyšehrad, Praha |  |  |
|               |                     |       |                    |                                   |  |  |
|               |                     |       |                    |                                   |  |  |